# Manuale Cencelli
Manuale Cencelli è un'espressione giornalistica riferita all'assegnazione di ruoli politici e governativi ad esponenti di vari partiti politici o correnti in proporzione al loro peso; viene spesso utilizzata in senso ironico o dispregiativo per alludere a nomine effettuate in una mera logica di spartizione in assenza di criteri di merito.

## Storia
L'espressione trae origine dal cognome di Massimiliano Cencelli, un funzionario della Democrazia Cristiana, che in un'intervista ne svelò gli antefatti:
(Massimiliano Cencelli, intervista su Avvenire del 25 luglio 2003)
Il Manuale Cencelli conteneva anche alcune indicazioni relative al passaggio da un governo all'altro. Sosteneva ad esempio che al Presidente del Consiglio uscente spettasse di diventare Ministro degli Esteri, un ruolo autorevole ma abbastanza defilato da non incombere sulle scelte politiche del successore. Il Manuale Cencelli ha così continuato ad essere applicato anche dopo la scomparsa della Democrazia Cristiana: ad esempio, Lamberto Dini, quando si dimise da Presidente del Consiglio nel 1996, fu nominato Ministro degli Esteri del successivo governo Prodi I.
Esistono non più di 7 o forse 8 copie cartacee del Manuale Cencelli, trattandosi di un fascicolo di 8 pagine dattiloscritte (scritte probabilmente da Cencelli medesimo anche se rigorosamente anonime), copiate con carta carbone.